# Andy Samberg
Andy Samberg, all'anagrafe David A. J. Samberg (Berkeley, 18 agosto 1978), è un comico e attore statunitense, membro della compagnia di comici The Lonely Island con cui gira degli sketch per il Saturday Night Live.
Ha condotto i Premi Emmy 2015 e i Golden Globe 2019 ed è noto soprattutto per il ruolo di Jake Peralta nella serie televisiva Brooklyn Nine-Nine.

## Biografia
Samberg nasce a Berkeley, in California, in una famiglia ebraica ashkenazita, figlio di Joe Samberg, un fotografo professionista, e di Marjorie "Margi" Marrow, un'insegnante di scuola elementare. Ha due sorelle, Johanna e Darrow. Benché cresciuto secondo i dettami dell'ebraismo, si considera una persona "non particolarmente religiosa". Una sua cugina di terzo grado da parte di madre è la senatrice del Wisconsin Tammy Baldwin.
In base a ciò che l'attore ebbe modo di scoprire in un episodio della serie televisiva Finding Your Roots, condotto dallo storico Henry Louis Gates Jr., nel 2019, i suoi nonni materni, lo psicologo del lavoro ed attivista per i diritti civili Alfred J. Marrow e la sua consorte, non sarebbero i genitori biologici di sua madre Margi. I due, infatti, l'avrebbero adottata da una coppia di giovani amanti non sposati, i suoi genitori naturali: Salvatore Maida, un immigrato italiano originario della Sicilia, giunto negli Stati Uniti nel 1925, ed Ellen Philipsborn, un'ebrea tedesca, giuntavi invece come rifugiata nel 1938, allo scoppio della seconda guerra mondiale, conosciutisi a San Francisco.
Samberg ha frequentato la scuola elementare con la sua collega di Brooklyn Nine-Nine Chelsea Peretti. Samberg ha scoperto la sua passione per il Saturday Night Live da bambino, quando guardava di nascosto il wrestling in televisione. Era ossessionato dallo show televisivo e la sua devozione per la stand-up comedy era frustrante per i suoi insegnanti che sentivano lo distraesse dai compiti scolastici. Samberg si è diplomato presso la Berkeley High School in California nel 1996, dove si interessò alla scrittura creativa dichiarando successivamente che "le classi di scrittura erano le uniche nelle quali mettevo tutto il mio impegno... quello era ciò che mi interessava e ciò che sono finito a fare". Ha successivamente frequentato la University of California di Santa Cruz per due anni prima di trasferirsi alla Tisch School of the Arts della New York University dove si è laureato nel 2000. Lo scrittore Murray Miller era il suo compagno di stanza.

### Attore e produttore
Samberg ha iniziato principalmente nel cinema sperimentale. È diventato una star di YouTube ed Internet creando i suoi video comici con i suoi due amici Akiva Schaffer e Jorma Taccone. Quando venne creato YouTube nel 2005, lo streaming dei loro video ottennero un ben più ampio pubblico grazie alla rete. Samberg venne notato dal SNL in parte grazie al suo lavoro pubblicato sul sito TheLonelyIsland.com, la fama del sito li ha anche aiutati ad ottenere un agente ed infine essere assunti dal SNL. Prima di unirsi al cast, Samberg era (e rimane) un membro del gruppo comico-musicale dei The Lonely Island (insieme a Taccone e Schaffer). Il trio ha iniziato a scrivere per il Saturday Night Live nel 2005 ed ha lanciato il loro album di debutto, Incredibad, nel 2009. È anche apparso in molti film, pubblicità, video musicali ed ha presentato eventi speciali, come i MTV Movie Awards del 2009.
Nel 2012 Samberg ha tenuto una lezione sul tenere discorsi all'Università di Harvard, ed è stato il protagonista di Indovina perché ti odio e Hotel Transylvania entrambi con Adam Sandler. Nel film d'animazione interpreta Jonathon (un ruolo ripreso nei successivi sequel Hotel Transylvania 2 e Hotel Transylvania 3 - Una vacanza mostruosa). Nel settembre del 2012, Andy ha interpretato Cuckoo nella serie Cuckoo, nominata al BAFTA e dal 2013 al 2021 ha interpretato il Detective Jake Peralta nella sitcom Brooklyn Nine-Nine, andato in onda per la prima volta il 17 settembre 2013 e per la quale vinse Golden Globe Award for Best Actor – Television Series Musical or Comedy nel 2014.
Samberg ha presentato i 67esimi Emmy Awards il 20 settembre del 2015. Durante il suo monologo di presentazione si è riferito all'allora candidato alla presidenza Donald Trump come un possibile razzista, dicendo allo studio ed alla televisione "Beh, devo dire, certo, Donald Trump 'sembra' razzista. E vediamo, cos'altro?". Ha anche accusato il candidato alla presidenza Bernie Sanders di avere un aspetto trasandato, dicendo che sembra sempre essere arrivato da un volo in ritardo. Samberg ha inoltre recitato anche nel video delle Sleater-Kinney No Cities to Love, insieme ad altre celebrità quali Fred Armisen, Elliot Page e Norman Reedus. Il 16 maggio del 2016 al The Tonight Show Starring Jimmy Fallon, Samberg e i Lonely Island si sono esibiti nella loro hit del 2009 I'm on a Boat.

### Saturday Night Live
Nel settembre del 2005 Samberg si unì al Saturday Night Live come attore protagonista con Schaffer e Taccone che lo seguono come staff alla scrittura dei testi. Nonostante le sue apparizioni live furono limitate nel suo primo anno, Samberg apparve in molti sketch pre-registrati come parodie di pubblicità e vari altri segmenti. Il 17 dicembre del 2005, lui e Chris Parnell debuttarono con lo show Lazy Sunday al Digital Short, una canzone hip hop cantata da due Manhattanite in cerca di vedere il film Le cronache di Narnia - Il leone, la strega e l'armadio. Il video divenne un fenomeno di internet e procurò a Samberg molta attenzione da parte dei media e del pubblico, come avvenne anche per Dick in a Box, un duetto con Justin Timberlake che vinse un Creative Arts Emmy per l'eccezionale testo e melodia.
Il video della sua collaborazione con T-Pain, I'm on a Boat, ha ottenuto oltre 56 milioni di visualizzazione su YouTube ed ha debuttato in rete il 7 febbraio 2009. La canzone ha ottenuto una nomination ai Grammy Award. Un altro video, Motherlover, anch'esso al fianco di Timberlake, è stato lanciato il 10 maggio del 2009 per celebrare la Festa della mamma, ed è il sequel di Dick in a Box. Fuori dai segmenti pre-registrati, ha anche partecipato ad alcuni live ricorrenti come lo sketch Blizzard Man. Il 1º giugno del 2012, ha annunciato che avrebbe lasciato il SNL. È tornato allo show come ospite d'onore durante l'ultima puntata della 39ª stagione nel 2014.

### YouTube
Ha un canale YouTube dal titolo thelonelyisland, dove pubblica principalmente video musicali con Akiva Schaffer e Jorma Taccone.

## Vita privata
Samberg si è definito un "superfan" della cantante Joanna Newsom, che ha avuto modo di conoscere personalmente per la prima volta ad un suo concerto. Dopo cinque anni di fidanzamento, Samberg le chiese di sposarlo nel febbraio del 2013, e i due si sono sposati il 21 settembre del 2013 a Big Sur (California), con la co-star del Saturday Night Live Seth Meyers presente come testimone. I due hanno avuto una figlia.
Nel marzo del 2014 Samberg e Newsom hanno acquistato la proprietà Moorcrest nel Beachwood Canyon vicino a Los Angeles. Possiedono anche una casa nel West Village di Manhattan a New York.
È amico di infanzia di Chelsea Peretti, sua collega in Brooklyn Nine-Nine, con cui frequentò le elementari.

## Filmografia

### Attore

#### Cinema
- Hot Rod - Uno svitato in moto (Hot Rod), regia di Akiva Schaffer (2007)
- Nick & Norah - Tutto accadde in una notte (Nick and Norah's Infinite Playlist), regia di Peter Sollett (2008)
- I Love You, Man, regia di John Hamburg (2009)
- Amici di letto (Friends with Benefits), regia di Will Gluck (2011)
- (S)Ex List (What's Your Number?), regia di Mark Mylod (2011)
- Separati innamorati (Celeste and Jesse Forever), regia di Lee Toland Krieger (2012)
- Indovina perché ti odio (That's My Boy), regia di Sean Anders (2012)
- Vicini del terzo tipo (The Watch), regia di Akiva Schaffer (2012)
- Un weekend da bamboccioni 2 (Grown Ups 2), regia di Dennis Dugan (2013)
- The To Do List - L'estate prima del college (The To Do List), regia di Maggie Carey (2013)
- Cattivi vicini (Neighbors), regia di Nicholas Stoller (2014)
- Vite da popstar (Popstar: Never Stop Never Stopping), regia di Akiva Schaffer (2016)
- L'autostrada (Take the 10), regia di Chester Tam (2017)
- Brigsby Bear, regia di Dave McCary (2017)
- Palm Springs - Vivi come se non ci fosse un domani (Palm Springs), regia di Max Barbakow (2020)
- Lee Miller (Lee), regia di Ellen Kuras (2023)
- Autosufficienza (Self Reliance), regia di Jake Johnson (2023)
- I Roses (The Roses), regia di Jay Roach (2025)

#### Televisione
- Arrested Development - serie TV, episodio 2x18 (2005)
- Human Giant - sketch show, 4 episodi (2008)
- Bollywood Hero - serie TV, episodio 1x01 (2009)
- The Sarah Silverman Program - serie TV, episodio 3x05 (2010)
- Parks and Recreation - serie TV, episodio 2x19 (2010)
- Portlandia - serie TV, episodio 2x01 (2012)
- 30 Rock - serie TV, episodio 6x04 (2012)
- Cuckoo - serie TV, 7 episodi (2012-2014)
- Brooklyn Nine-Nine - serie TV, 153 episodi (2013-2021)
- The Eric Andre Show - serie TV, episodio 3x09 (2015)
- 7 Days in Hell, regia di Jake Szymanski (2015)
- Party Over Here - sketch show, episodio 1x01 (2016)
- New Girl - serie TV, episodio 6x04 (2016)
- Lady Dynamite - serie TV, episodi 2x02, 2x06 (2017)
- I Think You Should Leave with Tim Robinson - serie TV, episodio 1x06 (2019)
- Digman - serie TV, 8 episodi (2023-presente)

### Sceneggiatore
- Vite da popstar (Popstar: Never Stop Never Stopping), regia di Akiva Schaffer (2016)

### Produttore
- Vite da popstar (Popstar: Never Stop Never Stopping), regia di Akiva Schaffer (2016)
- Brigsby Bear, regia di Dave McCary (2017)
- Palm Springs - Vivi come se non ci fosse un domani (Palm Springs), regia di Max Barbakow (2020)

### Doppiatore
- House of Cosbys - serie di corti, episodi 1x03-1x04 (2005)
- Space Chimps - Missione spaziale (Space Chimps), regia di Kirk DeMicco (2008)
- Piovono polpette (Cloudy with a Chance of Meatballs), regia di Phil Lord e Christopher Miller (2009)
- American Dad! - serie TV, episodi 5x09, 7x07 (2009-2011)
- Freaknik: The Musical, regia di Chris Prynoski (2010)
- Adventure Time - serie TV, 3 episodi (2011-2017)
- Hotel Transylvania, regia di Genndy Tartakovski (2012)
- SpongeBob (SpongeBob SquarePants) - serie TV, episodio 8x26 (2012)
- Piovono polpette 2 - La rivincita degli avanzi (Cloudy with a Chance of Meatballs 2), regia di Cody Cameron e Kris Pearn (2013)
- The Awesomes - serie TV, 3 episodi (2013-2015)
- Major Lazer - serie TV, episodi 1x02-1x03 (2015)
- Hotel Transylvania 2, regia di Genndy Tartakovski (2015)
- Cicogne in missione (Storks), regia di Nicholas Stoller e Doug Sweetland (2016)
- Pigeon Toady's Guide to Your New Baby, regia di Matt Flynn, Nicholas Stoller e Doug Sweetland (2016) - cortometraggio
- Master of None - serie TV, episodio 2x06 (2017)
- Puppy, regia di Genndy Tartakovski (2017) - cortometraggio
- Bob's Burgers - serie TV, episodio 8x11 (2018)
- Hotel Transylvania 3 - Una vacanza mostruosa (Hotel Transylvania 3), regia di Genndy Tartakovski (2018)
- Dark Crystal - La resistenza (The Dark Crystal: Age of Resistance) - serie TV, 4 episodi (2019)
- Non ho mai... (Never Have I Ever) - serie TV, episodio 1x06 (2020)
- Hotel Transylvania - Uno scambio mostruoso (Hotel Transylvania: Transformania), regia di Derek Drymon e Jennifer Kluska (2022)
- Cip & Ciop agenti speciali (Chip 'n Dale Rescue Rangers) regia di Akiva Schaffer (2022)

## Riconoscimenti
| Anno                 | Premio                                | Categoria                                        | Programma                            | Risultato       |
| -------------------- | ------------------------------------- | ------------------------------------------------ | ------------------------------------ | --------------- |
| 2007                 | Primetime Emmy Award                  | Outstanding Original Music and Lyrics            | Saturday Night Live                  | Vincitore/trice |
| 2009                 |                                       |                                                  | Saturday Night Live                  |                 |
| Primetime Emmy Award | Outstanding Original Music and Lyrics | Candidato/a                                      | Saturday Night Live                  |                 |
| Teen Choice Awards   | Web Star                              | Candidato/a                                      | Saturday Night Live                  |                 |
| Teen Choice Award    | Choice Comedian                       | Candidato/a                                      | Saturday Night Live                  |                 |
| 2010                 | People's Choice Award                 | Favorite Web Celeb                               | Saturday Night Live                  | Candidato/a     |
| 2011                 | Teen Choice Award                     | Choice Comedian                                  | Saturday Night Live                  | Candidato/a     |
| 2011                 | Primetime Emmy Award                  | Outstanding Original Music and Lyrics            | Saturday Night Live                  | Candidato/a     |
| 2012                 | Teen Choice Award                     | Choice Comedian                                  | Saturday Night Live                  | Candidato/a     |
| 2014                 | People's Choice Award                 | Best Actor in a New TV Series                    | Brooklyn Nine-Nine                   | Candidato/a     |
| 2014                 | Golden Globe                          | Best Actor – Television Series Musical or Comedy | Brooklyn Nine-Nine                   | Vincitore/trice |
| 2014                 | American Comedy Awards                | Best Comedy Actor – TV                           | Brooklyn Nine-Nine                   | Vincitore/trice |
| 2014                 | Teen Choice Award                     | Choice TV Actor: Comedy                          | Brooklyn Nine-Nine                   | Candidato/a     |
| 2014                 | EWwy Award                            | Best Actor, Comedy                               | Brooklyn Nine-Nine                   | Candidato/a     |
| 2015                 | Teen Choice Award                     | Choice TV Actor: Comedy                          | Brooklyn Nine-Nine                   | Candidato/a     |
| 2016                 | People's Choice Award                 | Favorite Comedic TV Actor                        | Brooklyn Nine-Nine                   | Candidato/a     |
| 2016                 | Teen Choice Award                     | Choice TV Actor: Comedy                          | Brooklyn Nine-Nine                   | Candidato/a     |
| 2016                 | Poppy Awards                          | Outstanding Lead Actor in a Comedy Series        | Brooklyn Nine-Nine                   | Vincitore/trice |
| 2017                 | People's Choice Award                 | Favorite Comedic TV Actor                        | Brooklyn Nine-Nine                   | Candidato/a     |
| 2017                 | Teen Choice Award                     | Choice Comedy TV Actor                           | Brooklyn Nine-Nine                   | Candidato/a     |
| 2018                 | Teen Choice Award                     | Choice Comedy TV Actor                           | Brooklyn Nine-Nine                   | Candidato/a     |
| 2019                 | Critics' Choice Awards                | Best Actor in a Comedy Series                    | Brooklyn Nine-Nine                   | Candidato/a     |
| 2019                 | Teen Choice Award                     | Choice Comedy TV Actor                           | Brooklyn Nine-Nine                   | Candidato/a     |
| 2019                 | Primetime Emmy Awards                 | Outstanding Variety Special (Live)               | The 76th Annual Golden Globes Awards | Candidato/a     |
| 2020                 | Critics' Choice Super Awards          | Best Actor in a Science Fiction/Fantasy Movie    | Palm Springs                         | Vincitore/trice |
| 2021                 | Golden Globe                          | Best Actor – Motion Picture Musical or Comedy    | Palm Springs                         | Candidato/a     |
| 2021                 | Golden Globe                          | Best Motion Picture – Musical or Comedy          | Palm Springs                         | Candidato/a     |

## Doppiatori italiani
Nelle versioni in lingua italiana dei suoi lavori, Andy Samberg è doppiato da:
- Davide Perino in Palm Springs - Vivi come se non ci fosse un domani, Lee Miller, Autosufficienza, I Roses
- David Chevalier in Separati innamorati, Indovina perché ti odio, Vite da popstar
- Paolo Vivio in Hot Rod - Uno svitato in moto
- Edoardo Stoppacciaro in I Love You, Man, Phineas & Ferb
- Nanni Baldini in Amici di letto
- Simone Crisari in Brooklyn Nine-Nine
- Raffaele Carpentieri in New Girl

Da doppiatore è sostituito da:
- Davide Perino in Hotel Transylvania, Hotel Transylvania 2, Hotel Transylvania 3 - Una vacanza mostruosa, Hotel Transylvania - Uno scambio mostruoso
- Stefano Crescentini in Piovono polpette, Piovono polpette 2 - La rivincita degli avanzi
- Massimiliano Alto in Space Chimps - Missione spaziale
- Federico Russo in Cicogne in missione
- Ambrogio Colombo in Dark Crystal - La resistenza
- David Chevalier in Non ho mai...
- Giampaolo Morelli in Cip & Ciop agenti speciali
- Simone Crisari in Digman
- Dimitri Winter in Spider-Man: Across the Spider-Verse
- Chris Blake in America: il film

## Discografia
- 2009 - Incredibad
- 2011 - Turtleneck & Chain
- 2013 - The Wack Album